# Masashi Miyazawa
Masashi Miyazawa (宮沢 正史 Miyazawa Masashi?), född 24 april 1978 i Yamanashi prefektur, är en japansk fotbollsspelare.
Miyazawa började sin karriär 2001 i FC Tokyo. Han spelade 112 ligamatcher för klubben. Med FC Tokyo vann han japanska ligacupen 2004. 2007 flyttade han till Oita Trinita. 2008 blev han utlånad till Vegalta Sendai. Han gick tillbaka till Oita Trinita 2009. Han spelade 145 ligamatcher för klubben. 2014 flyttade han till FC Gifu. Han avslutade karriären 2015.